# Heilig Hartkerk (Moerbeke)
De Heilig Hartkerk is de parochiekerk van de tot de Oost-Vlaamse gemeente Moerbeke behorende plaats Kruisstraat, gelegen aan Kruisstraat 41.

## Geschiedenis
In 1651 werd een grenskerk opgericht voor de katholieken uit het nabijgelegen Staats-Vlaanderen. In 1687 werd deze activiteit verplaatst naar Koewacht. Van de kapel in Kruisstraat bleef aanvankelijk het koor bestaan ter nagedachtenis aan de aldaar begraven overledenen, maar uiteindelijk verdween ook dit.
In 1902 werd een noodkerk opgericht en werd tegelijkertijd de parochie gesticht die zich afsplitste van die van Moerbeke. Van 1908-1910 werd een definitieve kerk gebouwd, naar ontwerp van Alphonse de Pauw, die ongeveer op de plaats kwam te staan waar oorspronkelijk de grenskerk zich bevond.

## Gebouw
Het betreft een georiënteerde bakstenen kruisbasiliek in neogotische stijl. In de oksel achter de noordertranseptarm bevindt zich de toren. Het koor is vijfzijdig afgesloten.
Het kerkmeubilair is in neogotische stijl uit de tijd van de bouw.
Voor de kerk bevindt zich een ommegang van zeven kapelletjes welke de zeven droevige en blijde geheimen van de Rozenkrans verbeelden.